# Des Plaines
Des Plaines és una ciutat situada al comtat de Cook a l'estat Estats Units d'Illinois. Al Cens de 2010 tenia 58364 habitants i una densitat poblacional de 1.562,94 persones per km². Des Plaines és a les coordenades 42° 2′ 6″ N, 87° 54′ 4″ O / 42.03500°N,87.90111°O. Segons l'Oficina del Cens dels Estats Units, Des Plaines té una superfície total de 37,34 km², de la qual 36.99 km² corresponen a terra ferma i (0,94%) 0,35 km² és aigua.
Segons el cens de 2010, havia 58.364 persones residint a Des Plaines. La densitat de població era de 1.562,94 hab./km². Dels 58364 habitants, Des Plaines estava compost pel 77,33% blancs, l'1,78% eren afroamericans, el 0,63% eren amerindis, l'11,44% eren asiàtics, el 0,02% eren illencs del Pacífic, el 6,38% eren d'altres races i el 2,43% pertanyien a dues o més races. Del total de la població el 17,22% eren hispans o llatins de qualsevol raça.